# Pel·lene
|  | Per altres formes del nom, vegeu «Pal·lene». |

Pel·lene (grec antic: Πελλήνη) o Pel·lana (Πελλάνα; forma local) fou una ciutat d'Acaia, la més oriental de les dotze ciutats originals de la Lliga Aquea. Limitava a l'est amb territori de Sició i a l'oest tenia la ciutat d'Egira. Estava situada en un turó fortificat, amb un cim inaccessible que dividia la ciutat en dues parts, i a uns 60 estadis del mar.
Segons els seus habitants, el seu nom derivava de Pal·las, un gegant fill de Gea, però els argius deien que el nom venia de Pel·len, un fill de Forbant i net d'Argos. Pel·lene era una ciutat molt antiga, i Homer l'esmenta al Catàleg de les naus. Tucídides conserva una tradició que explica que els habitants d'Escíone, a la península de Pal·lene, es consideraven descendents dels habitants de Pel·lene, perquè en retornar de la Guerra de Troia havien naufragat en aquells indrets i s'hi havien establert.
Al començament de la guerra del Peloponès va ser la sola ciutat d'Acaia que es va posar al costat d'Esparta, encara que les altres (menys Patres) la van seguir. En temps d'Alexandre el Gran, quan es va haver dissolt la Lliga Aquea, va sorgir un ciutadà destacat, de nom Queró (un conegut atleta), que va prendre la tirania de la ciutat precisament amb l'ajuda d'Alexandre. En èpoques posteriors, restablerta la Lliga, va ser ocupada diverses vegades per les parts en conflicte, segons Polibi i Plutarc.
Va ser destruïda per Sició a començament del segle vi aC i tot seguit refundada. El 431 aC, va ser la primera ciutat acaica d'unir-se a la Lliga del Peloponnès, i a la batalla de Leuctra el 371 aC encara estava alineada amb Esparta. Després de la derrota, Pel·lene s'alineà amb Tebes, però poc més tard renovà aliances amb Esparta i Elis. Al final del seu regnat, Filip II de Macedònia imposà el tirà Queró, i va ser la sola ciutat acaica de no unir-se a al lliga antimacedònia del rei Agis III.
Sembla que va tenir un govern de tipus oligàrquic, malgrat que es pot deduir un breu període democràtic al segle iv aC. Pel que fa al culte, es coneix la devoció a Zeus Mel·liqui, i també consta un important culte a Apol·lo, l'Apol·lo Teoxen, al temple del qual se celebraven les Teoxènies. Pausànies també descriu un temple d'Atena de gran magnificència, on diu que hi havia una estàtua de la deessa obra de Fídies, i un temple de Dionís Làmpter, en honor del qual se celebraven uns festivals, les Lamptèries.
El port de Pel·lene es deia Aristonautes (Ἀριστοναῦται), i estava situat a uns 60 estadis de la ciutat. Es deia que els argonautes hi van desembarcar en el curs del seu viatge. A l'est del port hi havia una fortalesa anomenada Oluros (Ὄλουρος). Hi havia també una altra fortalesa prop del port de nom Gonoessa, la qual Homer qualifica d'«inaccessible» (αἰπεινή. Pausànies diu que el nom correcte d'aquesta fortalesa era Donussa (Δονοῦσσα), i que en el seu temps pertanyia a Sició però anteriorment, a Pel·lene.
A uns 60 estadis de la ciutat hi havia el Misèon (Μύσαιον), un temple dedicat a Demèter on se celebrava el conegut festival de les Mísies, i a prop, un temple dedicat a Asclepi anomenat Ciros (Κῦρος, 'poderós').